# Ulcera corneale
L'ulcera corneale è una lesione provocata in genere da un processo infettivo della cornea, la superficie oculare trasparente che si trova di fronte all'iride: si tratta generalmente di un'emergenza medica da trattare presso un pronto soccorso oftalmico.

## Eziologia
Può essere, più nello specifico, generata da infezioni batteriche, micotiche oppure virali (come, ad esempio, l'herpes simplex), da protozoi (come l'Acanthamoeba), da traumi oppure lesioni per la presenza di corpi estranei o per uso errato delle lenti a contatto (soprattutto quelle morbide). In quest'ultimo caso, infatti, l'infezione può essere indotta da una manutenzione sbagliata o dall'abitudine di non toglierle prima di andare a dormire. Inoltre, lesioni oculari possono essere causate da anomalie palpebrali (come l'entropion, la trichiasi, l'esoftalmo, ecc.) o da una ridotta sensibilità della cornea, da danno dell'innervazione sensitiva (cheratopatia neurotrofica).

## Sintomi
Nell'ulcera corneale i principali sintomi riferiti sono: fotofobia, dolore oculare, sensazione di corpo estraneo, come sassolini o sabbia, lacrimazione eccessiva, riduzione del visus e arrossamento oculare. Quando i portatori di lenti a contatto notano questi sintomi devono sospenderne immediatamente l'uso; è consigliabile buttare quelle che si stanno impiegando e il contenitore in cui vengono conservate nonché il liquido di conservazione: potrebbero essere contaminati.

## Terapia
Il trattamento di base delle forme batteriche prevede l'utilizzo di un antibiotico a largo spettro (al quale si associa un collirio detto cicloplegico, che riduce l'infiammazione e allevia il dolore). Può essere necessario ricorrere agli antidolorifici per bocca. Nelle forme legate ad altri agenti infettivi bisogna ricorrere ad antimicrobici specifici (antimicotici, antivirali etc). Nei casi refrattari alle terapie può essere eseguito un trapianto di cornea.
Le forme neurotrofiche si avvalgono di pomate oftalmiche, bendaggio oculare, lenti a contatto terapeutiche o presidi biologici con capacità riepitelizzanti, quali il siero autologo in collirio, il plasma ricco di piastrine (PRP) autologo per uso topico o la membrana amniotica.